# Joachim Ammann
Joachim Ammann OSB (ur. 28 lutego 1898 w Wil, zm. 19 sierpnia 1981 w Münsterschwarzach) – szwajcarski duchowny rzymskokatolicki, benedyktyn, misjonarz, biskup, opat terytorialny Ndandy.

## Biografia
Po maturze w 1919 wstąpił do benedyktyńskiego opactwa St. Ottilien. 5 kwietnia 1920 złożył śluby zakonne. 9 marca 1923 otrzymał święcenia prezbiteriatu i został kapłanem Zakonu Świętego Benedykta. Następnie wyjechał na misje do Tanganiki.
29 maja 1932 został pierwszym opatem utworzonego kilka miesięcy wcześniej opactwa terytorialnego Ndandy. 11 grudnia 1933 papież Pius XI mianował go ponadto biskupem tytularnym petnelissuskim. 11 marca 1934 przyjął sakrę biskupią z rąk biskupa augsburskiego Josefa Kumpfmüllera. Współkonsekratorami byli emerytowany arcybiskup bukaresztański Albinus Raymund Netzhammer OSB oraz biskup Bazylei i Lugano Joseph Ambühl.
Opat Ammann badał język i zwyczaje grupy etnicznej Mwera oraz budował szkoły i szpitale.
15 grudnia 1948 z powodu złego stanu zdrowia zrezygnował z opactwa i w 1949 powrócił do Europy. Początkowo zamieszkał we Fryburgu, a od 1958 do śmierci w opactwie Münsterschwarzach. Był członkiem Komisji Przygotowawczej soboru watykańskiego II, a następnie jako ojciec soborowy wziął udział w soborze. Podczas obrad w 1963 wygłosił przemówienie na temat nuncjatur apostolskich.